# Jegor Gajdar
Jegor Gajdar (rusky Его́р Тиму́рович Гайда́р; 19. březen 1956, Moskva, SSSR, RSFSR – 16. prosinec 2009, Odincovský rajón, Moskevská oblast) byl sovětský a ruský ekonom a politik, od 15. června 1992 do 14. prosince 1992 úřadující premiér Ruské federace. Byl hlavním ideovým tvůrcem ekonomických reforem začátku devadesátých let v Rusku. V letech 1991–1994 byl ministrem, půl roku předsedou vlády. Pod jeho vedením došlo k liberalizaci cen, změně daňového systému, liberalizaci zahraničního obchodu a byla zahájena privatizace. Byl zahájen přechod od plánovaného hospodářství k tržní ekonomice.

## Působení ve vládách RSFSR a Ruské federace

### Období prvního působení
- 6. listopad 1991 – 2. březen 1992: náměstek předsedy vlády RSFSR (od 25. prosince 1991 premiéra Ruské federace) pro ekonomiku
- 11. listopad 1991 – 19. únor 1992: ministr ekonomiky a financí RSFSR (od 25. prosince 1991 Ruské federace)
- 19. únor 1992 – 2. duben 1992: ministr financí Ruské federace
- 2. březen 1992 – 15. prosinec 1992: první náměstek premiéra Ruské federace
- 15. červen 1992 – 15. prosinec 1992: úřadující premiér (pověřen vedením vlády) Ruské federace

### Období druhého působení
- 18. září 1993 – 20. leden 1994: první náměstek premiéra Ruské federace
- 22. září 1993 – 20. leden 1994: pověřený vedením Ministerstva hospodářství Ruské federace

## Po odchodu z vlády
I po odchodu z vlády si Gajdar udržoval dostatečný politický vliv a byl dokonce neoficiálním poradcem prezidenta Putina, i když na druhé straně dokázal být jeho značným kritikem.
Dne 24. listopadu 2006 se v irském Dublinu účastnil ekonomického fóra, na kterém měl přednášet. Po hotelové snídani se začal cítit velmi špatně. Irští lékaři mu poskytli ošetření a jeho stav označili jako životu nebezpečný. Nedokázali přesně určit, o jaký problém se jedná, za nejpravděpodobnější označili podezření z otravy neznámou toxickou látkou. O dva dny později po návratu domů byl na krátkém pozorování na moskevské klinice. Z nemocnice ho lékaři propustili následující den, 27. listopadu, s tím, že se cítí docela dobře, ale nechávají ho pod lékařským dohledem.

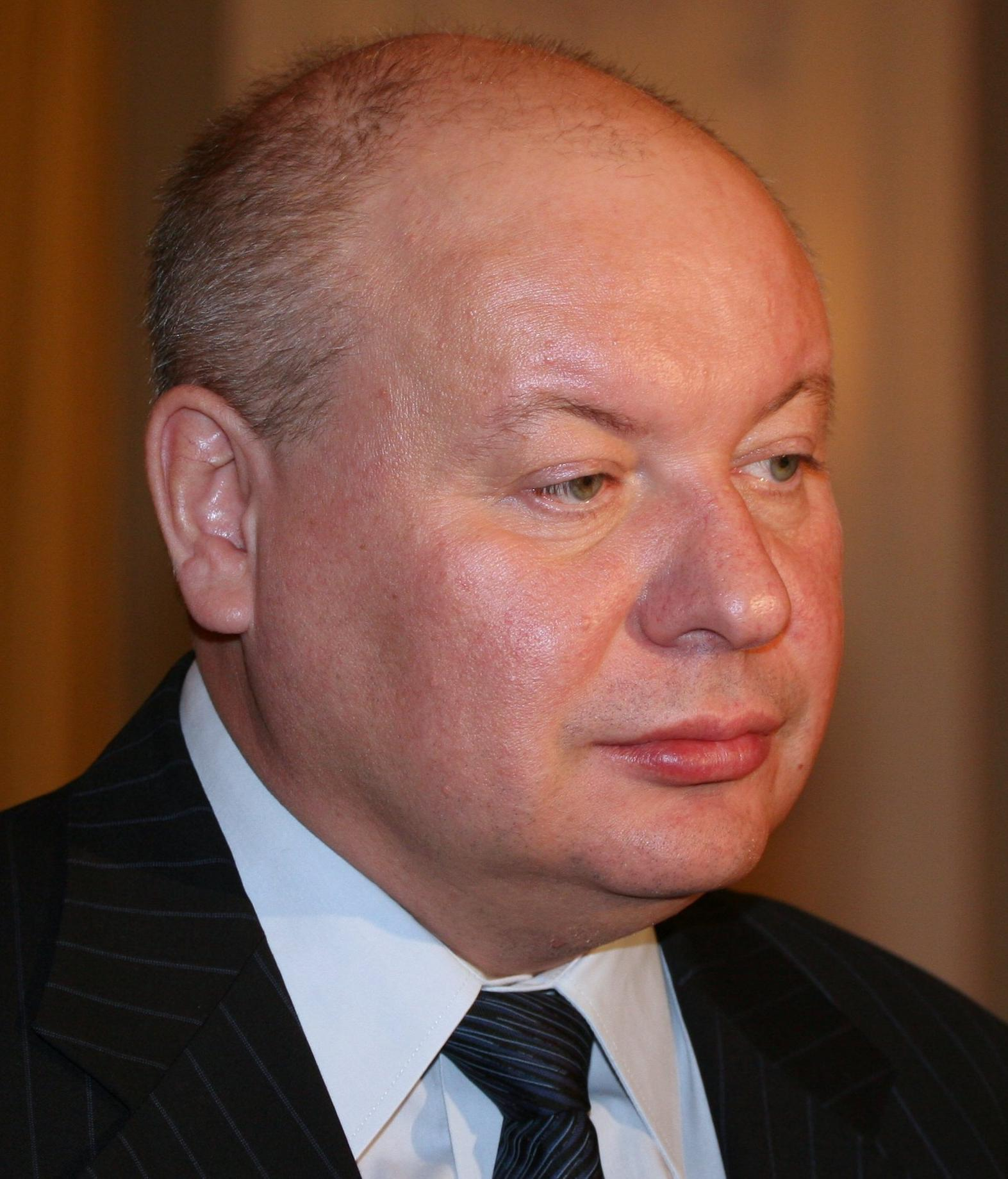
Jegor Gajdar v roce 2008

Zdravotní stav Jegora Gajdara se už nikdy výrazně nezlepšil a 16. prosince 2009 v časných ranních hodinách ve svém bytě nedaleko Moskvy zemřel. Jako příčina smrti byla uvedena krevní sraženina.

## Známé osobnosti v rodině
- Dědeček z otcovy strany spisovatel Arkadij Gajdar (1904–1941; vlastním jménem Arkadij Golikov); mezi jeho nejznámější díla patří:
  - Timur a jeho parta
  - Čuk a Gek
- Dědeček z matčiny strany spisovatel Pavel Bažov (1879–1950)
- Tchán po druhé manželce Marianne spisovatel Arkadij Strugackij (1925–1991)
- Otec Timur Gajdar (1926–1999), admirál, novinář a vojenský korespondent, po kterém dědeček Arkadij pojmenoval hlavního hrdiny knihy Timur a jeho parta
- Dcera z prvního manželství Marija Gajdarová (* 1982), ekonomka a aktivní politická činitelka v Kirovské oblasti Ruské federace